# Ali Aslan
Ali Aslan (* 9. April 1972 in Istanbul, Türkei) ist ein internationaler TV-Moderator, Journalist und Politikwissenschaftler.

## Leben
Aslan wuchs in Schleswig-Holstein und Hamburg auf. Seine Eltern (Vater Arzt, Mutter Rechtsanwältin) stammen ursprünglich aus der Türkei. Nach seinem Abitur in Hamburg zog Aslan in die USA und absolvierte ein Bachelorstudium der Politikwissenschaft und Internationalen Beziehungen an der Boston University in Boston, Massachusetts und der Georgetown University in Washington D.C. Sein Masterstudium der Politikwissenschaft und der Journalistik absolvierte er an der Columbia University in New York.
Aslan lebt in Berlin.

## Karriere
Aslan absolvierte ein Volontariat beim US-Nachrichtensender CNN in Washington D.C. und war anschließend mehrere Jahre als Reporter für den amerikanischen TV-Sender ABC News in New York tätig.
Als Auslandskorrespondent für den größten asiatischen Nachrichtensender Channel NewsAsia berichtete er im Anschluss aus Istanbul, Barcelona und Berlin.
Nach seiner Rückkehr nach Deutschland wechselte Aslan vorübergehend beruflich die Seiten und war für eine Legislaturperiode als Politik- und Medienberater für die deutsche Bundesregierung im Auswärtigen Amt und im Bundesministerium des Innern tätig.
Anschließend kehrte Aslan zum TV-Journalismus zurück und moderierte für Deutsche Welle TV die internationale Talkshow Quadriga.
Der Spiegel schrieb über Ali Aslan: „Organisieren die Pressebüros von NATO, EU, UNO oder G20 eine Diskussionsrunde, ist die Liste jener Personen, die sie moderieren könnten, kurz. Etwa zwei Dutzend Moderatoren und Moderatorinnen, arbeiten weltweit auf diesem Niveau. Er ist einer davon.“ U.a. moderierte er Angela Merkel, Olaf Scholz, Recep Tayyip Erdoğan, Ursula von der Leyen, Christine Lagarde, Wolodymyr Selenskyj, Bill Clinton sowie Emmanuel Macron.